# شينجي تامورا
شينجي تامورا (田村信二 تامورا شينجي) هو ملحن ياباني ولد في محافظة هيوغو.
منذ أغسطس 2008، بدأ بالعمل في موسيقى ألعاب الفيديو تحت الاسم المستعار هيبيكي أوياما (青山響 أوياما هيبيكي).

## أعماله في ألعاب الفيديو
- سلسلة ألعاب تيلز
  - تيلز أوف فانتازيا (بالتعاون مع موتوي ساكورابا; بالتعاون مع ريوتا فورويا في إصدار سوبر فاميكوم)
  - تيلز أوف ديستني (بالتعاون مع موتوي ساكورابا)
  - تيلز أوف فانتازيا: ناريكيري دانجون (بالتعاون مع موتوي ساكورابا وتوشيكي أيدا)
  - تيلز أوف إيتيرنيا (بالتعاون مع موتوي ساكورابا)
  - تيلز أوف سيمفونيا (بالتعاون مع موتوي ساكورابا وتاكيشي أراي)
  - تيلز أوف ذي أبيس (بالتعاون مع موتوي ساكورابا وموتو فوجيوارا)
  - تيلز أوف سيمفونيا: دون أوف ذا نيو وورلد (بالتعاون مع موتوي ساكورابا)
  - تيلز أوف فيسبيريا (بالتعاون مع موتوي ساكورابا)
  - تيلز أوف هارتس (بالتعاون مع موتوي ساكورابا وكازوهيرو ناكامورا)
  - تيلز أوف غريسز (بالتعاون مع موتوي ساكورابا)
  - تيلز أوف فرسس (بالتعاون مع موتوي ساكورابا)
  - تيلز أوف فانتازيا: ناريكيري دانجون X (بالتعاون مع موتوي ساكورابا)
  - تيلز أوف ذا هيروز: توين بريف (بالتعاون مع موتوي ساكورابا، كازوهيرو ناكامورا وغو شينا)
- تايم غال (شارة البداية)
- كيرورو آر بي جي: الفارس والمحارب والقرصان الأسطوري

## وصلات خارجية
- شينجي تامورا على موقع IMDb (الإنجليزية)
- شينجي تامورا على موقع ميوزك برينز (الإنجليزية)
- شينجي تامورا على موقع ديسكوغز (الإنجليزية)